# Gare d'Acsád
La gare d'Acsád (en hongrois : Acsád vasútállomás) est une halte ferroviaire hongroise, située à Acsád.